# アジーリア・バンクス
アゼリア・アマンダ・バンクス（Azealia Amanda Banks、[əˈziːliə]、1991年5月31日 - ）はアメリカ合衆国の女性ラッパー、シンガーソングライター。
ニューヨーク市ハーレムで育った彼女は2008年に、MySpaceを通じて音楽活動を開始した。そして、17歳の時にXLレコーディングスと契約を結んだ。デビュー・シングル『212』で商業的な成功を収めた後、インタースコープとポリドール・レコードと契約。2012年に最初のEP『1991』を発表し、マイナーなチャートで成功。2014年に、デビュー・スタジオ・アルバム『ブローク・ウィズ・エクスペンシヴ・テイスト』を発表した。歯に衣着せぬ発言で知られており、度々メディアで論争を巻き起こしている。

## 音楽性
バンクスはアメリカのレコーディング・アーティスト、ビヨンセとアリーヤが「全ての女王」だと称賛している。「彼女は最も偉大なパフォーマーであり、ミュージシャンだが、これは私の謙虚な意見だが、今現在、他の誰よりも優れていると思う。」。バンクスはバルバドスの歌手リアーナとクリスタル・ウォーターズに影響を受けた。また、映画『パリは燃えている』の音楽を始めとする黒人のゲイ文化に触発された。
オールミュージックはバンクスを、「ハードコアヒップホップ、インディー・ポップ、ダンスミュージックを組み合わせたスタイリッシュなボーカリスト」と評価している。一方、ガーディアンのジョン・ロビンソンはバンクスのスタイルを「ミッシー・エリオットとダンスポップの魅力的な融合」と評価した。バンクスの音楽性の特徴として、彼女の歌の歌詞の多くに卑語、特に「カント（Cunt）（女性器の意）」という言葉が登場することが指摘されている。デビュー・シングル『212』では10回以上使用されている他、『フィアス』においては彼女は自分自身を「カント女王」と称している。彼女はこれをハーレムでの育成の影響だと考えている。彼女はしばしばペースが速いラップ、またはフロウで知られている。
『212』を書いて以来、バンクスは「ヤング・ラプンシェル」という名義も使っている。この別人格は、10代の頃、スターバックスで働いていた時に着けていた長いヘアーエクステンションとラプンツェルのそれを重ね合わせたところから誕生した。

## 私生活
バンクスは両性愛者である。彼女がセクシャリティについて報道機関とのインタビューで話した数少ない例の中で、性的指向に基づく社会の他人へのラベル付けに不満を表明している。ニューヨーク・タイムズとのインタビューで、「私は両性愛者やレズビアンのラッパーのようにしようとしているわけではない。私は他人の言葉では生きていない」と発言している 。
アフリカ系アメリカ人の市民権問題について公で語っている。2014年12月には、アメリカ合衆国の奴隷制度議論に対する賠償とホロコーストのユダヤ人生存者に対するドイツの賠償を前例として引用し、祖先の奴隷化のための財政賠償としてアフリカ系アメリカ人に100兆ドル以上を要請した。彼女はTwitterを使って、若いアフリカ系アメリカ人にこのような問題に関心を持ち、「現代の資本主義という名前で亡命した人々の子どもであり、そのパイの部分に値する」と付け加えた。更に彼女は賠償金は黒人のアメリカ人の教育支援の為に使用できると付け加えた。
バンクスはドナルド・トランプの2016年大統領選キャンペーンを支持し、「私はアメリカへの希望はない。アメリカが悪いのと同じように、ドナルド・トランプも邪悪だと思う。政治家は本質的に悪い。私は最も率直な人を信じている」と述べた。2016年10月には、Facebookに「私はカツラを支持する大きな間違いを犯した。女性の権利は重要で、私たちはそれを守る必要がある」と投稿し、トランプ支持を撤回した。トランプが大統領に当選した後、「彼は今私の主人公だ。私はとても喜んでいる」とコメントした。
2016年7月、肌を明るく見せていることを認め、肌の漂白を擁護した。同年12月、流産したと告白。

## 論争
バンクスは、ソーシャルメディア、特にTwitterの公的な人物との論争で評判を挙げている。雑誌「コンプレックス」は、「彼女は彼女の音楽よりも公的な争いにより注目を集めている」と指摘している。
ビル・コスビーの性的暴行に関する主張に応えて、彼女は「それらの売女はいくつかのプディング・ポップを手に入れる為に彼らの前で嘘をついている!!!!」とつぶやいた。ジャド・アパトーは彼女の反応を強く批判した。アパトーは後にバルチャーとのインタビューで、「もはや、私たちを彼女の行動を笑ってしまうことはできない」と発言している。
その月の後半に、バンクは著名な奴隷取引人の子孫が「家を失い、財産を奪われたはずだ」と呟いた。また、18世紀の政治家で奴隷所有者のジェームズ・デウルフの子孫ジェームズ・デウルフ・ペリーに対して彼の財産についての詳細情報を要求して、「私は白人男性が精神病棟に閉じ込められなければならないと思う…世界で白人男性が犯した残虐行為を考えると。」「誰かがあなたのお尻を蹴り上げ、あなたの愚かな笑いのクラッカーの顔にパンチする必要がある」と書いた。
2015年9月22日、飛行機内で騒ぎを起こした。バンクスがロサンゼルスに到着したばかりのデルタ航空便から素早く降りようとしていたところ、フランス人カップルが荷物を取り出そうとして道を塞いでいた。無理やり押しのけて道を通ろうとしたところ、そのカップルの男性が手を出したことからバンクスは激怒し、唾を吐き、顔を殴り、シャツを爪で引っかいた。その後、乗務員が割って入りバンクスを宥めたが、バンクスは「ファック・ファゴット」と乗務員を罵った。バンクスはInstagramのフィードに、「有名人/エンターテイメント業界の一員になって以来、白人じゃないことの痛みを自分のこととして感じたことは1度もない」と投稿した。バンクスは音楽業界における人種差別について公で語ってきただけにこの投稿は大きな議論を巻き起こした。あるユーザーが彼女の言葉が若いゲイのファンに与える影響について考慮すべきだとコメントすると激怒し、「ゲイの男性が私をビッチやクソ、売春婦と呼ぶ度に、その顔面めがけて催眠スプレーを吹きかけるのを想像してみなさい」と反応した。彼女は後にコメントを削除し、謝罪した。雑誌バルチャーは彼女の芸術的及び商業的な挫折を指摘し、「キャリアが酷くなっていることを認識しているアーティストのやけくその行動…彼女は急速に落ちぶれていて、もはや彼女の光景は面白くない。」とコメントした。
2015年11月10日、ロサンゼルスのクラブで警備員と喧嘩したとしてロサンゼルス市警察の取り調べを受けていたことが報道された 。その半年後、ニューヨークのクラブで女性警備員を暴行し、逮捕された。
2016年3月、サラ・ペイリンは、彼女の一連の攻撃的なツイートに対して訴訟を起こすことを検討していると明らかにした。ペイリンはバンクスが自分を攻撃したのは、自身が「ネグロは奴隷でいることをとても気に入っていた」と発言したという嘘のニュースを鵜呑みにしたことがきっかけで、それを根拠に彼女は、「電車を走らせる（乱交の意味を持つスラング）」ために「最も裕福な黒人ネグロ」を探してきて、その様子を「動画で撮影して、Worldstarに投稿する」と発言したと主張。バンクスは後に謝罪した。
その2か月後、ゼイン・マリクの「ライク・アイ・ウッド」のミュージック・ビデオは、自身のそれからアイディアを盗用していると主張。彼に対して人種差別な投稿を繰り返し、ブリティッシュ・ヒップ・ヒップ界への軽蔑的なコメントも添えた 。この間、ゼインに対する攻撃を止めるよう促したディズニー出身の女優スカイ・ジャクソン（当時14歳）とオンライン上で論戦となり、彼女に対して「あなたのお尻を成長させて月経を開始させる」と発言。彼女の一連のツイートはアカウント一時停止に繋がった。また、彼女はヘッドライナーを予定されていたロンドンの音楽祭への出演が禁止された。主催者は彼女の発言が彼らの「平等の倫理」に反しているとその理由を説明した。

## 作品
- ブローク・ウィズ・エクスペンシヴ・テイスト（2014年）

## 出演
- The American Ruling Class（2005年）
- Coco（2016年）[34]

## ツアー
ヘッドライニング
- ファンタシー・ツアー（2012年）
- マーメイド・ボール（2012-13年）[35]
- ブローク・ウィズ・エクスペンシヴ・テイスト・ツアー（2014-15年）[36]

客演
- ショックウェーブス・NMEアワーズ・ツアー（2012年）

## 受賞と候補
| 年     | 賞                                 | 部門                                   | 対象 | 結果       |
| ------ | ---------------------------------- | -------------------------------------- | ---- | ---------- |
| 2011年 | BBC                                | サウンド・オブ・2012                   | 本人 | 3位        |
| 2012年 | NMEアワーズ                        | ダンスフロア・アンセム                 | 212  | ノミネート |
| 2012年 | NMEアワーズ                        | フィリップ・ホール・レーダー・アワード | 本人 | 受賞       |
| 2012年 | ビルボード・ミュージック・アワード | 新人賞                                 | 本人 | 受賞       |
| 2012年 | O・ミュージック・アワーズ          | 最優秀ウェブ出身アーティスト           | 本人 | ノミネート |
| 2012年 | アーバン・ミュージック・アワーズ   | 最優秀シングル                         | 212  | 受賞       |
| 2012年 | アーバン・ミュージック・アワーズ   | 最優秀国際アーティスト                 | 本人 | ノミネート |
| 2012年 | アーバン・ミュージック・アワーズ   | 年間アーティス賞                       | 本人 | ノミネート |
| 2012年 | MOBOアワーズ                       | 最優秀国際パフォーマンス               | 本人 | ノミネート |
| 2013年 | NMEアワーズ                        | 年間悪党賞                             | 本人 | ノミネート |
| 2013年 | BETアワード                        | 最優秀女性ヒップホップ・アーティスト   | 本人 | ノミネート |
| 2013年 | BETアワード                        | 最優秀新人賞                           | 本人 | ノミネート |
| 2015年 | BETアワード                        | 最優秀女性ヒップホップ・アーティスト   | 本人 | ノミネート |